# Aeropuerto Internacional de Krasnodar
El Aeropuerto Internacional de Krasnodar (del ruso: Международный аэропорт Краснода́р); Mezhdunarodni aeroport Krasnodar), también conocido como Aeropuerto de Páshkovski (en ruso: Пашковский аэропорт, (IATA: KRR, ICAO: URKK), es un aeropuerto que sirve a la ciudad de Krasnodar, en el krai de Krasnodar (Rusia) y está situado al norte del microdistrito Páshkovski, al este del centro de la ciudad, a unos 8 km de la orilla del embalse de Krasnodar sobre el río Kubán.
Juntamente con el Aeropuerto Internacional de Sochi, son los dos mayores nudos de comunicaciones aéreas locales e internacionales del distrito federal del Sur de Rusia. Ocupa el séptimo lugar entre los aeropuertos rusos por tráfico de pasajeros.
Hasta 2012 fue centro de conexión de Kuban Airlines. Está operado por la compañía Basel Aero, que es su propietaria.
En Krasnodar también se halla el aeródromo militar Krasnodar-Tsentralni.

## Historia

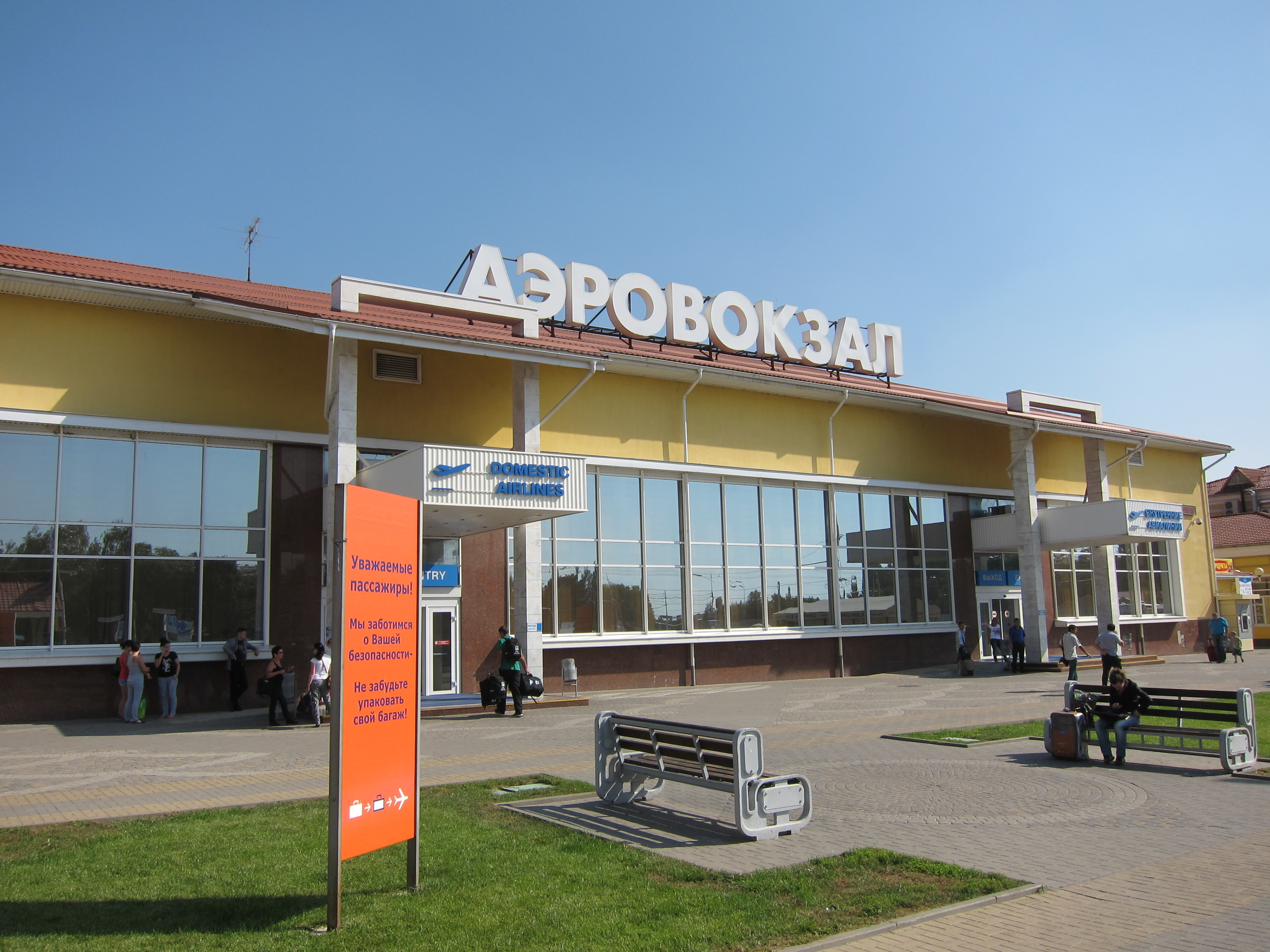
Terminal moderna del Aeropuerto (vuelos nacionales).

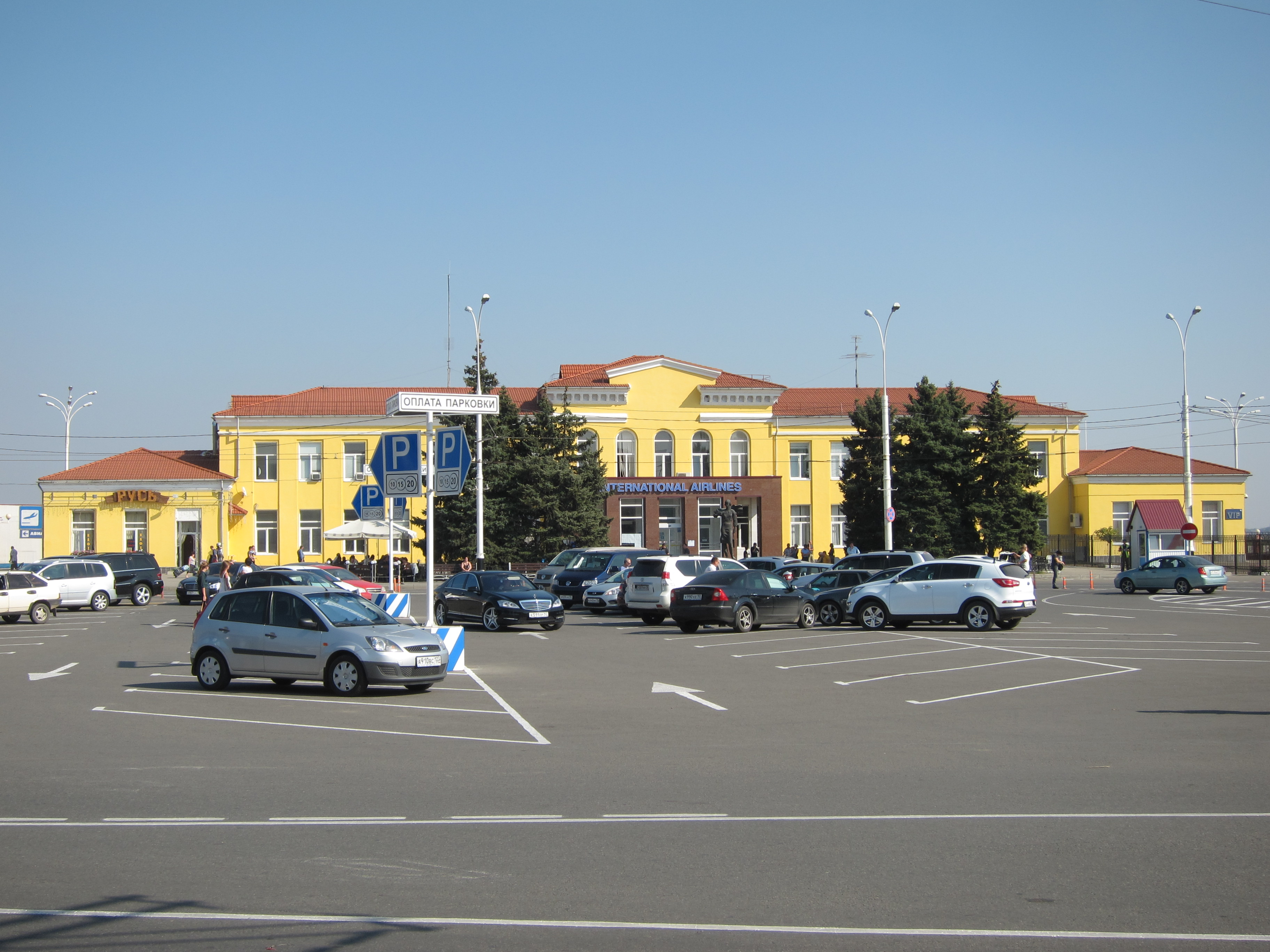
Terminal Internacional del Aeropuerto.

En 1932 se dio en la centro del sovjós Páshovski el aterrizaje de siete Po-2 que constituirían una unidad de lucha contra los saboteadores, sobre la que se constituiría en 1933 la base aérea Páshkovski en el emplazamiento actual. En 1934 pasó a la aeronáutica civil, reequipándose los Po-2 para el transporte de pasajeros a Sochi, Maikop, Anapa, etc. 
En los años de la Gran Guerra Patria el aeropuerto fue usado para el suministro de pertrechos al frente y la evacuación de heridos.
Desde 1946 se preparó el avión para el aterrizaje de los Li-2 y en 1948 para los Il-12. En 1960 finalizó la construcción de la primera pista de hormigón, que permitió el aterrizaje de aviones Il-18. Ese mismo año se construyó una terminal de dos pisos. Se comenzaron a realizar transportes regulares de pasajeros y mercancías en aviones Il-18, An-10 y An-12, y en 1962, Tu-124. En 1964 se formó la sección de Avicación Civil del Cáucaso Norte y empezaron a operarse An-24.
En 1981 comenzaron a utilizarlo los Yak-42 y en 1984 se construyó la segunda pista de aterrizaje. La sección de Krasnodar de la Aviación Civil del Cáucaso Norte se transformó en la sociedad Aerolíneas del Kubán en 1993. La compañía sería dividida en dos en 2006: por un lado la sociedad "Aeropuerto Internacional de Krasnodar" y la "Agencia Territorial de Comunicaciones Aéreas del Kubán". Ese mismo año comenzó a operar en el aeropuerto la compañía Basic Element.
El 14 de julio de 2010 se presentó un avión An-140 de la compañía Yakutia estrenando una nueva ruta entre Krasnodar y Sochi. En diciembre del mismo año se alcanzan los 2 millones de pasajeros en el año. En enero de 2011 la aerolínea de bajo costo Avianova decidió establecerse en el aeropuerto como base desde el mes de mayo de ese año, en el que el pasajero 2 millones se alcanzó en octubre.

### Reconstrucción 2012-2018
El Aeropuerto Internacional de Krasnodar está siendo objeto de una renovación dividida en dos partes esenciales: la construcción de una nueva terminal (se proyecta su finalización en 2017), y la modernización de la infraestructura del aeropuerto. Esta última parte incluye la reconstrucción de las pistas, la construcción de una rampa, instalaciones de ingeniería y una actualización de los equipos para proporcionar unos servicios de rampa seguros, ininterrumpidos y de alta calidad.
Basel Aero, que dirige el nuevo proyecto, eligió a la holandesa NACO, una de las principales empresas mundiales en consultoría de aeropuertos y como empresa e ingeniería, para desarrollarlo. De acuerdo a NACO, el tráfico de la nueva terminal llegará a los 10 millones en 2030.
El área de la terminal actual se verá expandida en 8200 metros cuadrados, con lo que la capacidad del aeropuerto se incrementará a los 1700 pasajeros a la hora. En agosto de 2013 se inició la reconstrucción de la terminal internacional.

## Vuelos regulares y chárter
| Aerolíneas           | Destinos |
| -------------------- | --- |
| Aeroflot             | Krasnoyarsk–International, Moscú–Sheremetyevo, Ereván |
| Alrosa               | Krasnoyarsk–International, Moscú–Domodedovo, Novosibirsk |
| Avia Traffic Company | Biskek |
| Azimuth              | Belgorod, Chelyabinsk, Kaliningrad, Kaluga, Kazan, Majachkalá, Mineralnye Vody, Minsk, Moscú–Vnukovo, Murmansk, Nizhnekamsk, Nizhny Novgorod, Omsk, Perm, San Petersburgo, Samara, Saratov, Simferopol, Tyumen, Ufa, Volgograd, Vorónezh |
| Eurowings            | Estacional: Düsseldorf |
| NordStar             | Norilsk, Novosibirsk |
| Nordwind Airlines    | Bakú, Moscú–Sheremetyevo Chárter estacional: Antalya |
| Pegas Fly            | Moscú–Sheremetyevo Chárter estacional: Phuket |
| Pegasus Airlines     | Istanbul–Sabiha Gökçen |
| Pobeda               | Istanbul–Sabiha Gökçen, Moscú–Vnukovo, San Petersburgo, Yekaterinburg |
| Red Wings Airlines   | Moscú–Domodedovo, San Petersburgo Chárter estacional: Antalya |
| Rossiya              | San Petersburgo |
| RusLine              | Nadym, Syktyvkar, Tambov |
| S7 Airlines          | Moscú–Domodedovo, Novosibirsk |
| SCAT Airlines        | Aktau, Nur-Sultan |
| Somon Air            | Dushanbe |
| SmartAvia            | Samara |
| Turkish Airlines     | Estambul |
| Ural Airlines        | Moscú–Domodedovo, Novosibirsk, Osh, Taskent, Yekaterinburg |
| Utair                | Astracán, Khanty-Mansiysk, Moscú–Vnukovo, Nizhnevartovsk, San Petersburgo, Sochi, Surgut, Tyumen, Volgograd |
| Uzbekistan Airways   | Namangan, Taskent |
| Wizz Air             | Abu Dhabi |
| Yamal Airlines       | Moscú–Domodedovo Estacional: Nadym, Novy Urengoy, Noyabrsk |

## Tráfico de pasajeros
| Año  | Pasajeros, millones |
| ---- | ------------------- |
| 2007 | 1 391               |
| 2008 | 1 609               |
| 2009 | 1 571               |
| 2010 | 2 086               |
| 2011 | 2 511               |
| 2012 | 2 599               |
| 2013 | 2 853               |
| 2014 | 3 414               |
| 2015 | 3 128               |

## Transporte
Al aeropuerto se puede acceder mediante la red de trolebuses y tranvías de Krasnodar.